# Finnish Communication and Internet Exchange
Finnish Communication and Internet Exchange (FICIX) är knutpunkt för de finländska Internet-leverantörerna (ISP). Den största delen av internettrafiken mellan finska internetleverantörer går via Ficix.
FICIX medlemmarna skall ha autonoma system, och ingen operatör får använda FICIX kuntpunkter för att ta betalt av en annan medlem. Föreningen fungerar enligt självkostnadsprincipen och föreningen strävar inte efter att göra kommersiell vinst.

## Medlemmar
Medlemmar i FICIX (23 november 2009).
- 24 Online Oy
- Academica Oy
- AinaCom Oy
- Anders Business Group Ltd.
- AT&T Global Network Services
- BT Global Services
- DNA Oy
- Elisa Oyj
- Euroopan Runkoverkot Oy
- FNE-Finland Oy
- Fujitsu Services Oy
- Funet / CSC – Tieteen tietotekniikan keskus Oy
- IP-Only Telecommunication Networks Finland Ab
- JNT / Multi.fi
- Nebula Oy
- Netsonic
- Nokia Oyj
- RETN
- Sanoma Television Oy / Welho
- Saunalahti Group Oyj
- TDC Oy
- Telekarelia Oy
- Telenor Oy
- TeliaSonera Finland Oyj
- TNNet Oy
- Verizon
- WLANnet Finland